# Alexander Golitzen
Alexander Golitzen est un chef décorateur américain d'origine russe, né Prince Alexander Alexandrovitch Galitzine à Moscou (Russie) le 28 février 1908, mort à San Diego (Californie) le 26 juillet 2005.

## Biographie
Il étudie aux États-Unis, sa famille s'étant établie à Seattle (État de Washington) après avoir fui la révolution russe. Il débute comme directeur artistique au cinéma en 1935 et travaillera notamment pour la Metro-Goldwyn-Mayer, la Twentieth Century Fox et surtout, à partir de 1942, Universal Pictures. Il se retire après un dernier film en 1974.
En 1945 et 1946, il sera également producteur associé sur trois films.
Pour la télévision, il est directeur artistique de quelques séries en 1958 et 1959 (dont neuf épisodes de Rawhide et un épisode de La Quatrième Dimension), ainsi que de la 38e Cérémonie des Oscars en 1966.
Au long de sa carrière, il participera à plus de 300 films, collaborant — entre autres — avec les réalisateurs Anthony Mann, Blake Edwards, Clint Eastwood et surtout Douglas Sirk ; il gagnera trois Oscars et recevra onze autres nominations.

## Filmographie partielle
(comme directeur artistique ou décorateur, sauf mention contraire)
- 1935 : L'Appel de la forêt (The Call of the Wild) de William A. Wellman
- 1939 : Divorcé malgré lui (Eternally Yours) de Tay Garnett
- 1940 : Correspondant 17 (Foreign Correspondent) d'Alfred Hitchcock
- 1940 : Destin dans la nuit (The House Across the Bay) d'Archie Mayo
- 1940 : Le Poignard mystérieux (Slightly Honorable) de Tay Garnett
- 1941 : Illusions perdues (That Uncertain Feeling) d'Ernst Lubitsch
- 1942 : Les Mille et Une Nuits (Arabian Nights) de John Rawlins
- 1943 : Le Fantôme de l'Opéra (Phantom of the Opera) d'Arthur Lubin
- 1944 : Le Signe du cobra (Cobra Woman) de Robert Siodmak
- 1944 : La Passion du Docteur Holmes (The Climax) de George Waggner
- 1945 : Les Amours de Salomé (Salome where she danced) de Charles Lamont (+ producteur associé)
- 1945 : La Rue rouge (Scarlet Street) de Fritz Lang
- 1946 : L'Impératrice magnifique (Magnificent Doll) de Frank Borzage
- 1946 : Night in Paradise d'Arthur Lubin
- 1946 : Le Passage du canyon (Canyon Passage) de Jacques Tourneur (producteur associé uniquement)
- 1947 : Une vie perdue (Smash-up, the Story of a Woman) de Stuart Heisler
- 1947 : Moments perdus (The Lost Moment) de Martin Gabel
- 1948 : Lettre d'une inconnue (Letter from an unknown Woman) de Max Ophüls
- 1948 : Le Sang de la terre (Taps Roots) de George Marshall
- 1949 : Bagdad de Charles Lamont
- 1949 : Une femme joue son bonheur (The Lady gambles) de Michael Gordon
- 1950 : Chasse aux espions (Spy Hunt) de George Sherman
- 1950 : La Femme sans loi (Frenchie) de Louis King
- 1952 : Duel sans merci (The Duel at Silver Creek) de Don Siegel
- 1953 : Désir de femme (All I Desire) de Douglas Sirk
- 1953 : À l'assaut du Fort Clark (War arrow) de George Sherman
- 1953 : La Légion du Sahara (Desert Legion) de Joseph Pevney
- 1953 : Deux Nigauds chez Vénus (Abbott and Costello Go to Mars) de Charles Lamont
- 1954 : Romance inachevée (The Glenn Miller Story) d'Anthony Mann
- 1954 : Le Nettoyeur (Destry) de George Marshall
- 1954 : Le Chevalier du roi (The Black Shield of Falworth) de Rudolph Maté
- 1954 : Vengeance à l'aube (Dawn at Socorro) de George Sherman
- 1954 : Le Signe du païen (Sign of the Pagan) de Douglas Sirk
- 1954 : Je suis un aventurier (The Far Country) d'Anthony Mann
- 1954 : Alibi meurtrier (Naked Alibi) de Jerry Hopper
- 1955 : Capitaine Mystère (Captain Lightfoot) de Douglas Sirk
- 1955 : La Muraille d'or (Foxfire) de Joseph Pevney
- 1955 : Tarantula ! (Tarantula) de Jack Arnold
- 1955 : Tout ce que le ciel permet (All that Heaven allows) de Douglas Sirk
- 1955 : Madame de Coventry (Lady Godiva of Coventry) d'Arthur Lubin
- 1955 : La Maison sur la plage (Female on the Beach) de Joseph Pevney
- 1955 : Les Forbans (The Spoilers) de Jesse Hibbs
- 1955 : Deux Nigauds et la momie (Abbott and Costello Meet the Mummy) de Charles Lamont
- 1955 : Le Gang des jeunes (Running Wild) d'Abner Biberman
- 1956 : Demain est un autre jour (There's always Tomorrow) de Douglas Sirk
- 1956 : La corde est prête (Star in the Dust) de Charles F. Haas
- 1956 : Écrit sur du vent (Written on the Wind) de Douglas Sirk
- 1956 : 24 Heures de terreur (A Day of Fury) d'Harmon Jones
- 1956 : Le Prix de la peur (The Price of Fear) d'Abner Biberman
- 1957 : Les Ailes de l'espérance (Battle Hymn) de Douglas Sirk
- 1957 : L'Homme aux mille visages (Man of a Thousand Faces) de Joseph Pevney
- 1957 : La Cité pétrifiée (The Monolith Monsters) de John Sherwood
- 1957 : Le Survivant des monts lointains (Night Passage) de James Neilson
- 1957 : Joe Dakota de Richard Bartlett (en)
- 1957 : The Night Runner d'Abner Biberman
- 1958 : La Soif du mal (Touch of Evil) d'Orson Welles
- 1958 : La Ronde de l'aube (The Tarnished Angels) de Douglas Sirk
- 1958 : Madame et son pilote (The Lady Takes a Flyer), de Jack Arnold
- 1958 : Orage au paradis (Raw Wind in Eden), de Richard Wilson
- 1958 : Vacances à Paris (The Perfect Furlough) de Blake Edwards
- 1958 : Le Temps d'aimer et le temps de mourir (A Time to Love and a Time to Die) de Douglas Sirk
- 1959 : Opération jupons (Operation Petticoat) de Blake Edwards
- 1959 : Mirage de la vie (Imitation of Life) de Douglas Sirk
- 1959 : Les lâches meurent aussi (A Stranger in My Arms) de Helmut Käutner
- 1960 : Piège à minuit (Midnight Lace) de David Miller
- 1960 : Spartacus de Stanley Kubrick
- 1961 : Histoire d'un amour (Back Street) de David Miller
- 1961 : Un pyjama pour deux (Lover come back) de Delbert Mann
- 1961 : El Perdido (The Last Sunset) de Robert Aldrich
- 1962 : Seuls sont les indomptés (Lonely are the Brave) de David Miller et Kirk Douglas
- 1962 : Du silence et des ombres (To kill a Mockingbird) de Robert Mulligan
- 1962 : Un soupçon de vison (That Touch of Mink) de Delbert Mann
- 1962 : Les Nerfs à vif (Cape Fear) de J. Lee Thompson
- 1963 : Le Vilain Américain (The Ugly American) de George Englund
- 1963 : Le Dernier de la liste (The List of Adrian Messenger) de John Huston
- 1964 : Celui qui n'existait pas (The Night Walker) de William Castle
- 1964 : Ne m'envoyez pas de fleurs (Send me no Flowers) de Norman Jewison
- 1965 : Tuer n'est pas jouer (I saw what you did) de William Castle
- 1965 : Le Coup de l'oreiller (A Very Special Favor) de Michael Gordon
- 1965 : Le Seigneur de la guerre (The War Lord) de Franklin J. Schaffner
- 1966 : Rancho Bravo (The Rare breed) d'Andrew V. McLaglen
- 1966 : Un hold-up extraordinaire (Gambit) de Ronald Neame
- 1966 : Madame X de David Lowell Rich
- 1967 : Millie (Thoroughly Modern Millie) de George Roy Hill
- 1967 : Violence à Jericho (Rough Night in Jericho) d'Arnold Laven
- 1968 : L'Intrus magnifique (What's So Bad About Feeling Good?) de George Seaton
- 1968 : Les Feux de l'enfer (Hellfighters) d'Andrew V. McLaglen
- 1968 : Police sur la ville (Madigan) de Don Siegel
- 1968 : En pays ennemi (In Enemy Country) de Harry Keller
- 1969 : Une poignée de plombs (Death of a Gunfighter), de Don Siegel et Robert Totten
- 1969 : Sweet Charity de Bob Fosse
- 1969 : Les Griffes de la peur (Eye of the Cat) de David Lowell Rich
- 1970 : Le Cerveau d'acier (Colossus : The Forbin Project) de Joseph Sargent
- 1970 : Airport de George Seaton
- 1971 : Le Dernier Train pour Frisco (One More Train to Rob) d'Andrew V. McLaglen
- 1971 : Un frisson dans la nuit (Play Misty for me) de Clint Eastwood
- 1971 : Les Proies (The Beguiled) de Don Siegel
- 1972 : Joe Kidd de John Sturges
- 1973 : Breezy de Clint Eastwood
- 1974 : Tremblement de terre (Earthquake) de Mark Robson

## Distinctions
- Oscar de la meilleure direction artistique (à chaque fois, partagé) :
  - En 1944, catégorie couleur, pour Le Fantôme de l'Opéra ;
  - En 1961, catégorie couleur, pour Spartacus ;
  - Et en 1963, catégorie noir et blanc, pour Du silence et des ombres.